# Pyröeänoja
Pyröeänoja este o arie protejată (arie specială de conservare — SAC, sit de importanță comunitară — SCI) din Suedia întinsă pe o suprafață de 3,7 ha, integral pe uscat.

## Localizare
Centrul sitului Pyröeänoja este situat la coordonatele 67°21′20″N 23°38′26″E / 67.3555°N 23.6405°E.

## Înființare
Situl Pyröeänoja a fost declarat sit de importanță comunitară în iunie 2001 pentru a proteja un număr necunoscut de specii din flora spontană și fauna sălbatică aflate în arealul zonei. Situl a fost protejat și ca arie specială de conservare în martie 2011.

## Biodiversitate
Situată în ecoregiunea boreală, aria protejată conține 1 habitat natural: Turbării Aapa.
La baza desemnării sitului se află un număr nedeclarat de specii protejate.